# VIS Entertainment
VIS Entertainment (ранее — VIS Interactive) — шотландская компания, разработчик компьютерных игр. Была основана в 1996 году Крисом Ван дер Куйлом и Питером Бейли. Компания тесно сотрудничает с BAM! Entertainment.

## Разработанные игры
- H.E.D.Z. (1998) (PC) (издатель — Hasbro Interactive)
- Earthworm Jim 3D (1999) (N64, PC) (издатель — Rockstar Games, Interplay Entertainment)
- Tom and Jerry in Fists of Furry (2000) (N64, PC) (издатель — Mattel, NewKidCo,  Ubisoft)
- The Powerpuff Girls: Chemical X-traction (2001) (N64, PS) (издатель — BAM! Entertainment)
- The Powerpuff Girls: Relish Rampage (2002) (GameCube, PS2) (издатель — BAM! Entertainment)
- State of Emergency (2002) (PC, PS2, Xbox) (издатель — Rockstar Games)
- Evil Dead: A Fistful of Boomstick (2003) (PS2, Xbox) (издатель — THQ)
- Tom and Jerry: War of the Whiskers (2003) (GameCube, PS2, Xbox) (издатель — NewKidCo, Ubisoft)
- Brave: The Search for Spirit Dancer (2005) (PS2) (издатель — Evolved Games)
- NARC (2005) (PS2, Xbox) (издатель — Midway Games)